# شهلیس ویلج (واشینگتن)
شهلیس ویلج (به انگلیسی: Chehalis Village) یک منطقهٔ مسکونی در ایالات متحده آمریکا است که در شهرستان گریز هاربر، واشینگتن واقع شده‌است. شهلیس ویلج ۲٫۶ کیلومتر مربع مساحت و ۳۴۶ نفر جمعیت دارد و ۳۲ متر بالاتر از سطح دریا واقع شده‌است.